# Opere di Biagio Bellotti
Segue un elenco delle opere di Biagio Bellotti, suddivise per tipologia e ordinate cronologicamente.

## Opere pittoriche
La principale attività artistica di Biagio Bellotti era quella pittorica: sono numerosi gli affreschi e le tele da lui realizzati e conservati presso diverse chiese e palazzi dell'Altomilanese (in particolare a Busto Arsizio), del Seprio e di Milano. Alcune opere non sono più visibili perché andate distrutte durante demolizioni o bombardamenti o a causa del degrado.

### A Busto Arsizio
| Immagine | Titolo | Periodo di realizzazione | Tecnica                        | Luogo di conservazione                                                                                         | Luogo di conservazione                                                                                         |
| -------- | --- | ------------------------ | ------------------------------ | --- | --- |
|          | Addolorata | 1730 circa               | Affresco                       | Via Matteotti angolo via Ariberto                                                                              | Via Matteotti angolo via Ariberto                                                                              |
|          | Gloria di San Gregorio magno                                                                                          | 1742-1745                | Olio su tela paliotto d'altare | Chiesa di San Gregorio Magno in Camposanto                                                                     | Aula, parete orientale                                                                                         |
|          | San Clemente papa | 1742-1745                | Affresco                       | Chiesa di San Gregorio Magno in Camposanto                                                                     | Parete dietro l'altare                                                                                         |
|          | San Gemolo martire | 1742-1745                | Affresco                       | Chiesa di San Gregorio Magno in Camposanto                                                                     | Parete dietro l'altare                                                                                         |
|          | Ascesa al cielo di un'anima purgata per intercessione della Carità, per i suffragi della Fede e grazie alla Preghiera | 1742-1745                | Tempera su intonaco            | Chiesa di San Gregorio Magno in Camposanto                                                                     | Volta |
|          | Sant'Antonio di Padova col Gesù Bambino                                                                               | 1749                     | Affresco                       | Scomparso In origine situato su un muro della cascina del Vanzaghél (demolita negli anni 1920)                 | Scomparso In origine situato su un muro della cascina del Vanzaghél (demolita negli anni 1920)                 |
|          | Santi Filippo Neri e Luigi Gonzaga in gloria                                                                          | 1749-1751                | Olio su tela                   | Battistero di San Filippo Neri                                                                                 | Pala d'altare                                                                                                  |
|          | Elia nel deserto svegliato dall'angelo                                                                                | 1749-1751                | Olio su tavola                 | Battistero di San Filippo Neri                                                                                 | Altare, portella del tabernacolo                                                                               |
|          | Pietà | 1750 circa               | Affresco (oggi strappati)      | Civiche raccolte d'arte di palazzo Marliani-Cicogna (in origine collocato presso la casa Curti-Sala, demolita) | Civiche raccolte d'arte di palazzo Marliani-Cicogna (in origine collocato presso la casa Curti-Sala, demolita) |
|          | Madonna col bambino dormiente                                                                                         | 1750 circa               | Affresco (oggi strappati)      | Civiche raccolte d'arte di palazzo Marliani-Cicogna (in origine collocato presso la casa Curti-Sala, demolita) | Civiche raccolte d'arte di palazzo Marliani-Cicogna (in origine collocato presso la casa Curti-Sala, demolita) |
|          | Gloria di San Sabino                                                                                                  | 1757-1765                | Affresco                       | Basilica di San Giovanni Battista                                                                              | Volta del presbiterio                                                                                          |
|          | Paradiso | 1757-1765                | Affresco                       | Basilica di San Giovanni Battista                                                                              | Catino absidale                                                                                                |
|          | Battesimo di Gesù Cristo nelle acque del Giordano                                                                     | 1757-1765                | Affresco                       | Basilica di San Giovanni Battista                                                                              | Parete absidale                                                                                                |
|          | Elia nel deserto svegliato e nutrito dall'angelo                                                                      | 1757-1765                | Olio su tavola                 | Basilica di San Giovanni Battista                                                                              | Altare maggiore, portella del tabernacolo posteriore                                                           |
|          | Purgatorio con angelo giudicante                                                                                      | 1761-1769                | Affresco                       | Chiesa di San Michele Arcangelo, mortorio                                                                      | Esterno, sopra l'arco occidentale (oggi perduto)                                                               |
|          | L'angelo porta in cielo un'anima purgata                                                                              | 1761-1769                | Affresco                       | Chiesa di San Michele Arcangelo, mortorio                                                                      | Esterno, sopra l'arco orientale (oggi perduto)                                                                 |
|          | Deposizione | 1761-1769                | Affresco                       | Chiesa di San Michele Arcangelo, mortorio                                                                      | Interno, parete settentrionale                                                                                 |
|          | Anima che viene accompagnata in cielo da un angelo                                                                    | 1761-1769                | Affresco                       | Chiesa di San Michele Arcangelo, mortorio                                                                      | Interno, parete meridionale                                                                                    |
|          | Esaltazione della Giustizia divina e angelo con scapolare                                                             | 1761-1769                | Affresco                       | Chiesa di San Michele Arcangelo, mortorio                                                                      | Cupola |
|          | Il "Cor soave", figura allegorica                                                                                     | 1761-1769                | Affresco                       | Chiesa di San Michele Arcangelo, mortorio                                                                      | Pennacchi |
|          | La mortificazione, figura allegorica                                                                                  | 1761-1769                | Affresco                       | Chiesa di San Michele Arcangelo, mortorio                                                                      | Pennacchi |
|          | L'elemosina, figura allegorica                                                                                        | 1761-1769                | Affresco                       | Chiesa di San Michele Arcangelo, mortorio                                                                      | Pennacchi |
|          | La preghiera, figura allegorica                                                                                       | 1761-1769                | Affresco                       | Chiesa di San Michele Arcangelo, mortorio                                                                      | Pennacchi |
|          | Gloria della Vergine con l'arcangelo Michele che vince sul demonio tentatore                                          | 1773-1774                | Affresco                       | Chiesa di Madonna in Prato                                                                                     | Volta |
|          | Giuditta e Oloferne                                                                                                   | 1773-1774                | Affresco                       | Chiesa di Madonna in Prato                                                                                     | Pennacchi |
|          | Davide e Abigail | 1773-1774                | Affresco                       | Chiesa di Madonna in Prato                                                                                     | Pennacchi |
|          | Giaele e Sisara | 1773-1774                | Affresco                       | Chiesa di Madonna in Prato                                                                                     | Pennacchi |
|          | Ester e Assuero | 1773-1774                | Affresco                       | Chiesa di Madonna in Prato                                                                                     | Pennacchi |
|          | Il miracolo del muratore                                                                                              | 1774                     | Olio su tavola                 | Chiesa di Madonna in Prato                                                                                     | |
|          | Incoronazione della beata Giuliana alla presenza di Sant'Ambrogio                                                     | 1780                     | Olio su tela                   | Basilica di San Giovanni Battista                                                                              | Transetto destro, cappella di Sant'Ambrogio e beata Giuliana, pala d'altare                                    |
|          | La Chiesa mostra le reliquie della beata                                                                              | 1780                     | Olio su tavola                 | Basilica di San Giovanni Battista                                                                              | Transetto destro, cappella di Sant'Ambrogio e beata Giuliana, portella del tabernacolo                         |
|          | Autoritratto | 1784                     | Olio su tela                   | Quadreria dell'ospedale di Busto Arsizio                                                                       | Quadreria dell'ospedale di Busto Arsizio                                                                       |
|          | Giuliana distribuisce l'acqua ai pellegrini assetati                                                                  | ?                        | Olio su tela                   | Museo di arte sacra di San Michele Arcangelo                                                                   | Museo di arte sacra di San Michele Arcangelo                                                                   |
|          | Sacra Famiglia | ?                        | Affresco                       | Scomparso In origine situato in una casa in via Roma (demolita)                                                | Scomparso In origine situato in una casa in via Roma (demolita)                                                |
|          | Madonna col Bambino e la beata Giuliana                                                                               | ?                        | Affresco                       | Scomparso In origine situato nel cortile della chiesa di Santa Croce (demolita)                                | Scomparso In origine situato nel cortile della chiesa di Santa Croce (demolita)                                |
|          | Episodi della Vita di Sant'Ambrogio                                                                                   | ?                        | Affresco                       | Scomparso In origine situato nella cappella di Sant'Ambrogio in Canton Santo (demolita)                        | Scomparso In origine situato nella cappella di Sant'Ambrogio in Canton Santo (demolita)                        |

### Fuori Busto Arsizio
| Immagine                                     | Titolo                                               | Periodo di realizzazione | Tecnica                                      | Luogo di conservazione | Luogo di conservazione | |
| -------------------------------------------- | ---------------------------------------------------- | ------------------------ | -------------------------------------------- | --- | --- | --- |
|                                              | L'angelo appare a san Bernardino                     | Anni 1750                | Olio su tela                                 | San Giorgio su Legnano, chiesa della Beata Vergine Assunta In origine situato nella vecchia chiesa della Beata Vergine Assunta (demolita nel 1974)                                              | San Giorgio su Legnano, chiesa della Beata Vergine Assunta In origine situato nella vecchia chiesa della Beata Vergine Assunta (demolita nel 1974)                                              | |
|                                              | Scena mitologica                                     | Anni 1750                | Affresco                                     | San Giorgio su Legnano, Palazzo Lucini Arborio Mella | Sala di rappresentanza | |
|                                              | Immacolata Concezione                                | 1751-1752                | Affresco                                     | Fagnano Olona, Oratorio dell'Immacolata Concezione al Castellazzo | Sopra l'altare | |
|                                              | Volo di angeli                                       | 1752                     | Affresco                                     | Nerviano, La Rotondina | Nerviano, La Rotondina | |
|                                              | Scena mitologica                                     | 1753-1766                | Affresco                                     | Scomparso In origine situato a Milano, nella sala da ballo di Palazzo Monti-Melzi (distrutto dai bombardamenti del 1943)                                                                        | Scomparso In origine situato a Milano, nella sala da ballo di Palazzo Monti-Melzi (distrutto dai bombardamenti del 1943)                                                                        | |
|                                              | Sant'Ambrogio                                        | 1755                     | Affresco (oggi strappato)                    | Olgiate Olona, chiesa di San Gregorio Magno In origine situato nella chiesa di Sant'Ambrogio, demolita                                                                                          | Olgiate Olona, chiesa di San Gregorio Magno In origine situato nella chiesa di Sant'Ambrogio, demolita                                                                                          | |
|                                              | Scene di martiri certosini                           | 1755                     | Affreschi monocromi                          | Milano, Certosa di Garegnano | Sala capitolare, pareti | |
|                                              | Allegoria sacra                                      | 1755                     | Affresco                                     | Milano, Certosa di Garegnano | Scomparso In origine situato sul soffitto della sala capitolare della Certosa di Garegnano e cancellato con i restauri del 1998-99                                                              | Scomparso In origine situato sul soffitto della sala capitolare della Certosa di Garegnano e cancellato con i restauri del 1998-99 |
|                                              | Esaltazione della Croce                              | Ignoto                   | Affresco                                     | Lonate Ceppino, chiesa sussidiaria anticamente parrocchiale di San Pietro apostolo | Cappella di San Giuseppe, volta | |
|                                              | Amor divino, figura allegorica                       | Ignoto                   | Affresco                                     | Lonate Ceppino, chiesa sussidiaria anticamente parrocchiale di San Pietro apostolo | Cappella di San Giuseppe, pennacchi | |
|                                              | Sapienza, figura allegorica                          | Ignoto                   | Affresco                                     | Lonate Ceppino, chiesa sussidiaria anticamente parrocchiale di San Pietro apostolo | Cappella di San Giuseppe, pennacchi | |
|                                              | Carità, figura allegorica                            | Ignoto                   | Affresco                                     | Lonate Ceppino, chiesa sussidiaria anticamente parrocchiale di San Pietro apostolo | Cappella di San Giuseppe, pennacchi | |
|                                              | Opera irriconoscibile, figura allegorica             | Ignoto                   | Affresco                                     | Lonate Ceppino, chiesa sussidiaria anticamente parrocchiale di San Pietro apostolo | Cappella di San Giuseppe, pennacchi | |
|                                              | Deposizione di Cristo dalla Croce                    | Ignoto                   | Affresco                                     | Lonate Ceppino, chiesa sussidiaria anticamente parrocchiale di San Pietro apostolo | Cappella dell'ossario | |
|                                              | Battesimo di Cristo                                  | Ignoto                   | Affresco (oggi strappato ma ancora presente) | Lonate Ceppino, Chiesa parrocchiale dei Santi Pietro e Paolo apostoli, battistero (strappo), e Chiesa sussidiaria anticamente parrocchiale di San Pietro apostolo, antico battistero (affresco) | Lonate Ceppino, Chiesa parrocchiale dei Santi Pietro e Paolo apostoli, battistero (strappo), e Chiesa sussidiaria anticamente parrocchiale di San Pietro apostolo, antico battistero (affresco) | |
|                                              | Immacolata Concezione                                | Ignoto                   | Olio su tela                                 | Lonate Ceppino, chiesa parrocchiale dei Santi Pietro e Paolo apostoli (trasferita dalla chiesa vecchia)                                                                                         | Cappella del Sacro Cuore di Gesù e di San Lucio martire | |
|                                              | Riposo durante la fuga in Egitto                     | anni 1760                | Olio su tela                                 | Samarate, chiesa della Santissima Trinità | Samarate, chiesa della Santissima Trinità | |
|                                              | Addolorata                                           | Post 1762                | Affresco                                     | Solaro, Oratorio della Confraternita del Santissimo Sacramento | Abside | |
|                                              | Apollo con una Musa                                  | 1765 circa               | Affresco                                     | Scomparso In origine situato a Milano, nella sala gialla di Palazzo Molo (distrutto dai bombardamenti del 1943)                                                                                 | Scomparso In origine situato a Milano, nella sala gialla di Palazzo Molo (distrutto dai bombardamenti del 1943)                                                                                 | |
|                                              | Incoronazione di Maria Vergine                       | 1765-1766                | Affresco                                     | Milano, Certosa di Garegnano, cappella del Rosario | Volta | |
|                                              | Disputa tra i dottori                                | 1765-1766                | Affresco                                     | Milano, Certosa di Garegnano, cappella del Rosario | Parate d'ingresso, ai lati dell'arco | |
|                                              | Orazione nell'orto                                   | 1765-1766                | Affresco                                     | Milano, Certosa di Garegnano, cappella del Rosario | Parate d'ingresso, ai lati dell'arco | |
|                                              | Visita a Elisabetta                                  | 1765-1766                | Affresco                                     | Milano, Certosa di Garegnano, cappella del Rosario | Parete sinistra | |
|                                              | Nascità di Gesù                                      | 1765-1766                | Affresco                                     | Milano, Certosa di Garegnano, cappella del Rosario | Parete sinistra | |
|                                              | Presentazione al Tempio                              | 1765-1766                | Affresco                                     | Milano, Certosa di Garegnano, cappella del Rosario | Parete sinistra | |
|                                              | Crocifissione e morte                                | 1765-1766                | Affresco                                     | Milano, Certosa di Garegnano, cappella del Rosario | Parete sinistra | |
|                                              | Flagellazione                                        | 1765-1766                | Affresco                                     | Milano, Certosa di Garegnano, cappella del Rosario | Parete destra | |
|                                              | Incoronazione di spine                               | 1765-1766                | Affresco                                     | Milano, Certosa di Garegnano, cappella del Rosario | Parete destra | |
|                                              | Salita al Calvario                                   | 1765-1766                | Affresco                                     | Milano, Certosa di Garegnano, cappella del Rosario | Parete destra | |
|                                              | Resurrezione di Gesù                                 | 1765-1766                | Affresco monocromo                           | Milano, Certosa di Garegnano, cappella del Rosario | Pennacchi | |
|                                              | Ascensione di Gesù                                   | 1765-1766                | Affresco monocromo                           | Milano, Certosa di Garegnano, cappella del Rosario | Pennacchi | |
|                                              | Discesa dello Spirito Santo                          | 1765-1766                | Affresco monocromo                           | Milano, Certosa di Garegnano, cappella del Rosario | Pennacchi | |
|                                              | Assunzione della Vergine                             | 1765-1766                | Affresco monocromo                           | Milano, Certosa di Garegnano, cappella del Rosario | Pennacchi | |
|                                              | Angeli con la corona                                 | 1765-1766                | Affresco monocromo                           | Milano, Certosa di Garegnano, cappella del Rosario | Ai lati dell'altare | |
|                                              | La Madonna consegna il rosario a San Domenico        | 1765-1766                | Affresco monocromo                           | Milano, Certosa di Garegnano, cappella del Rosario | Ai lati dell'altare | |
|                                              | Presentazione di Gesù al Tempio                      | 1765-1770                | Olio su tela                                 | Carnago, chiesa di San Martino | Ai lati dell'altare | |
|                                              | Nascita di Maria                                     | 1765-1770                | Olio su tela                                 | Carnago, chiesa di San Martino | Ai lati dell'altare | |
|                                              | Sant'Antonio col Bambino                             | 1767                     | Olio su tela                                 | Montonate, frazione di Mornago, chiesa di Sant'Alessandro | | |
|                                              | Angeli con i simboli del martirio di Sant'Alessandro | 1767                     | Affresco                                     | Montonate, frazione di Mornago, chiesa di Sant'Alessandro | Volta della cappella laterale destra | |
|                                              | Deposizione                                          | 1767                     | Affresco                                     | Montonate, frazione di Mornago, chiesa di Sant'Alessandro | Parete della cappella a sinistra del presbiterio | |
|                                              | Figura allegorica (San Vincenzo Ferreri?)            | 1767                     | Affresco                                     | Montonate, frazione di Mornago, chiesa di Sant'Alessandro | Cupola della cappella a sinistra del presbiterio | |
|                                              | San Domenico                                         | 1767                     | Affresco                                     | Mozzate, chiesa di Sant'Alessandro | Cappella della Madonna del Rosario | |
|                                              | Sant'Antonio abate                                   | 1761                     | Affresco                                     | Lonate Ceppino, chiesa sussidiaria della Beata Vergine Maria Annunciata e Sant'Antonio abate | Lato sinistro dell'altare | |
|                                              | San Rocco pellegrino                                 | 1761                     | Affresco                                     | Lonate Ceppino, chiesa sussidiaria della Beata Vergine Maria Annunciata e Sant'Antonio abate | Lato destro dell'altare | |
|                                              | Visita della Beata Vergine Maria a Sant'Elisabetta   | 1761                     | Affresco                                     | Lonate Ceppino, chiesa sussidiaria della Beata Vergine Maria Annunciata e Sant'Antonio abate | Aula, parete di sinistra | |
|                                              | Sposalizio della Beata Vergine Maria e San Giuseppe  | 1761                     | Affresco                                     | Lonate Ceppino, chiesa sussidiaria della Beata Vergine Maria Annunciata e Sant'Antonio abate | Aula, parete di destra | |
|                                              | Sant'Eurosia                                         | 1778                     | Olio su tela                                 | Mozzate, chiesa di Sant'Alessandro | Parete laterale del presbiterio | |
|                                              | Incoronazione di Maria                               | 1784-1786                | Affresco                                     | Olgiate Olona chiesa dei Santi Stefano e Lorenzo, cappella della Madonna del Rosario | Volta | |
|                                              | Assunzione                                           | 1784-1786                | Affresco                                     | Olgiate Olona chiesa dei Santi Stefano e Lorenzo, cappella della Madonna del Rosario | Parte alta della parete orientale | |
|                                              | Resurrezione                                         | 1784-1786                | Affresco monocromo                           | Olgiate Olona chiesa dei Santi Stefano e Lorenzo, cappella della Madonna del Rosario | Sopra la finestra settentrionale | |
|                                              | Pentecoste                                           | 1784-1786                | Affresco monocromo                           | Olgiate Olona chiesa dei Santi Stefano e Lorenzo, cappella della Madonna del Rosario | Sopra la finestra meridionale | |
|                                              | Ascensione                                           | 1784-1786                | Affresco monocromo                           | Olgiate Olona chiesa dei Santi Stefano e Lorenzo, cappella della Madonna del Rosario | Parte alta della parete occidentale, sopra l'ingresso della cappella | |
|                                              | Angeli oranti                                        | 1785                     | Affresco                                     | Scomparso In origine a Buon Gesù, Olgiate Olona, nella vecchia chiesa di San Giuseppe (demolita nel 1938)                                                                                       | Scomparso In origine a Buon Gesù, Olgiate Olona, nella vecchia chiesa di San Giuseppe (demolita nel 1938)                                                                                       | |
|                                              | San Giuseppe e il bambino                            | 1785                     | Olio su tela paliotto d'altare               | Scomparso In origine a Buon Gesù, Olgiate Olona, nella vecchia chiesa di San Giuseppe (demolita nel 1938)                                                                                       | Scomparso In origine a Buon Gesù, Olgiate Olona, nella vecchia chiesa di San Giuseppe (demolita nel 1938)                                                                                       | |
|                                              | Sogno di san Giuseppe                                | 1785                     | Olio su tela paliotto d'altare               | Scomparso In origine a Buon Gesù, Olgiate Olona, nella vecchia chiesa di San Giuseppe (demolita nel 1938)                                                                                       | Scomparso In origine a Buon Gesù, Olgiate Olona, nella vecchia chiesa di San Giuseppe (demolita nel 1938)                                                                                       | |
| Nessuna documentazione fotografica esistente | Anime purganti                                       | 1785                     | Olio su tela paliotto d'altare               | Scomparso In origine a Buon Gesù, Olgiate Olona, nella vecchia chiesa di San Giuseppe (demolita nel 1938)                                                                                       | Scomparso In origine a Buon Gesù, Olgiate Olona, nella vecchia chiesa di San Giuseppe (demolita nel 1938)                                                                                       | |
|                                              | Sacra Famiglia                                       | 1785                     | Olio su tela                                 | Scomparso In origine a Buon Gesù, Olgiate Olona, nella vecchia chiesa di San Giuseppe (demolita nel 1938)                                                                                       | Scomparso In origine a Buon Gesù, Olgiate Olona, nella vecchia chiesa di San Giuseppe (demolita nel 1938)                                                                                       | |
|                                              | Addolorata                                           | 1785                     | Affresco                                     | Scomparso In origine a Buon Gesù, Olgiate Olona, nel mortorio della vecchia chiesa di San Giuseppe (demolita nel 1938)                                                                          | Scomparso In origine a Buon Gesù, Olgiate Olona, nel mortorio della vecchia chiesa di San Giuseppe (demolita nel 1938)                                                                          | |
|                                              | Angeli piangenti con i simboli della Passione        | 1785                     | Affresco                                     | Scomparso In origine a Buon Gesù, Olgiate Olona, nel mortorio della vecchia chiesa di San Giuseppe (demolita nel 1938)                                                                          | Scomparso In origine a Buon Gesù, Olgiate Olona, nel mortorio della vecchia chiesa di San Giuseppe (demolita nel 1938)                                                                          | |
|                                              | San Giuseppe con il Bambino                          | 1785                     | Olio su tela                                 | Olgiate Olona, Buon Gesù, chiesa di San Giuseppe | Altare laterale destro | |
|                                              | Sant'Antonio abate                                   | ?                        | Affresco                                     | Gallarate, chiesa di Sant'Antonio abate | Esterno, sopra la porta d'ingresso | |
|                                              | Angelo recante la verga fiorita e putti              | ?                        | Affresco (oggi strappato)                    | ? In origine situato a Cairate nell'Oratorio di San Giuseppe (demolito) | ? In origine situato a Cairate nell'Oratorio di San Giuseppe (demolito) | |
|                                              | Visita di Maria e Giuseppe ad Elisabetta             | ?                        | Affresco (oggi strappato)                    | Varese, Villa Recalcati In origine situato a Cairate, nella casa Turconi | Varese, Villa Recalcati In origine situato a Cairate, nella casa Turconi | |
|                                              | Angeli                                               | ?                        | Affresco                                     | Mozzate, chiesa della Beata Vergine Addolorata | Volta dell'antico presbiterio (oggi battistero) | |
|                                              | San Luigi Gonzaga e Sant'Ambrogio                    | ?                        | Affresco monocromo                           | Mozzate, chiesa della Beata Vergine Addolorata | Lati dell'altare | |
|                                              | Santa Lucia                                          | ?                        | Affresco                                     | Mozzate, chiesa della Beata Vergine Addolorata | Sopra le porte del presbiterio | |
|                                              | Santa Apollonia                                      | ?                        | Affresco                                     | Mozzate, chiesa della Beata Vergine Addolorata | Sopra le porte del presbiterio | |
|                                              | Santa Agnese                                         | ?                        | Affresco                                     | Mozzate, chiesa della Beata Vergine Addolorata | Sopra le porte del presbiterio | |
|                                              | Angeli con simboli della Passione                    | ?                        | Affresco monocromo                           | Mozzate, chiesa della Beata Vergine Addolorata | Ai lati dell'ingresso (che in origine era una cappella laterale) | |
|                                              | Angeli con simboli della Passione                    | ?                        | Affresco monocromo (oggi strappato)          | Mozzate, chiesa della Beata Vergine Addolorata | Presbiterio In origine situati ai lati della cappella laterale, demolita nel 1939 per l'ampliamento della chiesa                                                                                | |

### Opere di dubbia attribuzione
| Immagine | Titolo                                                           | Periodo di realizzazione | Tecnica      | Luogo di conservazione | Luogo di conservazione |
| -------- | ---------------------------------------------------------------- | ------------------------ | ------------ | --- | --- |
|          | Gloria di santa Marta                                            | ?                        | Affresco     | Gallarate, chiesa di Sant'Antonio abate | Volta del coro |
|          | Santa Marta implora la resurrezione di Lazzaro                   | ?                        | Affresco     | Gallarate, chiesa di Sant'Antonio abate | Parete sinistra del coro |
|          | Santa Marta ospita Gesù a Betania                                | ?                        | Affresco     | Gallarate, chiesa di Sant'Antonio abate | Parete destra del coro |
|          | Addolorata                                                       |                          |              | Gallarate, chiesa di Sant'Antonio abate | |
|          | Quattro Angeli musici                                            | Anni 1750 (?)            | Affresco     | Sesto Calende, chiesa di San Donato | Pareti laterali del presbiterio |
|          | Gloria angelica                                                  | Anni 1750 (?)            | Affresco     | Sesto Calende, chiesa di San Donato | Volta del presbiterio |
|          | Fortezza Prudenza Giustizia Temperanza                           | Anni 1750 (?)            | Affresco     | Sesto Calende, chiesa di San Donato | Pareti laterali del presbiterio |
|          | San Siro risuscita la figlia della vedova veronese               | Anni 1750 (?)            | Affresco     | Sesto Calende, chiesa di San Donato | Parete sinistra del presbiterio |
|          | San Gandolfo versa il denaro per il riscatto degli schiavi       | Anni 1750 (?)            | Affresco     | Sesto Calende, chiesa di San Donato | Parete destra del presbiterio |
|          | Gloria di san Donato                                             | Anni 1750 (?)            | Affresco     | Sesto Calende, chiesa di San Donato | Volta della navata centrale |
|          | Madonna col Bambino, sant'Antonio abate e Sant'Antonio da Padova | ?                        | Affresco     | Scomparso (documentato fino al 1929 a Sesto Calende presso la cappella del parco di casa Mazza)                                            | Scomparso (documentato fino al 1929 a Sesto Calende presso la cappella del parco di casa Mazza)                                            |
|          | Trionfo della Religione                                          | ?                        | Affresco     | Cardano al Campo, chiesa di San Pietro | Volta |
|          | Gloria di San Pietro                                             | ?                        | Affresco     | Cardano al Campo, chiesa di San Pietro | Volta |
|          | Nascita di san Giovanni                                          | ?                        | Olio su tela | Borgomanero, chiesa di San Giovanni Battista                                                                                               | Borgomanero, chiesa di San Giovanni Battista                                                                                               |
|          | Anima accompagnata in cielo da un angelo                         | ?                        | Olio su tela | Samarate, località San Macario chiesa della Purificazione della Maria Vergine (in origine collocato presso la chiesa degli Angeli Custodi) | Samarate, località San Macario chiesa della Purificazione della Maria Vergine (in origine collocato presso la chiesa degli Angeli Custodi) |

## Opere scultoree
Biagio Bellotti realizzò i disegni per diverse opere scultoree realizzate da scultori che erano soliti collaborare con lui. Gli scultori che realizzarono il maggior numero di opere su disegno del Bellotti erano membri della famiglia Buzzi di Viggiù, tra i quali il più celebre è Elia Vincenzo Buzzi.
| Immagine | Titolo/Descrizione                            | Materiale | Periodo di realizzazione | Scultore/Esecutore   | Luogo di conservazione | Luogo di conservazione |
| -------- | --------------------------------------------- | --- | ------------------------ | -------------------- | --- | --- |
|          | Due Angeli incensatori adulti                 | Legno laccato                                                                                                  | 1749-1753                | Ignoto               | Busto Arsizio, chiesa di San Michele Arcangelo | Altare |
|          | Armadio                                       | Legno | 1755                     | Ignoto               | Milano, Certosa di Garegnano | Sala capitolare |
|          | Stalli del coro                               | Legno | 1755                     | Ignoto               | Milano, Certosa di Garegnano | Sala capitolare |
|          | Altare                                        | Vari | 1755                     | Ignoto               | Gorla Minore, cappella del Collegio Rotondi In origine situato della sala capitolare della Certosa di Garegnano. Spostato nel 1880                                | Gorla Minore, cappella del Collegio Rotondi In origine situato della sala capitolare della Certosa di Garegnano. Spostato nel 1880                                |
|          | Altare maggiore                               | Vari | 1756-1765                | Fratelli Buzzi       | Busto Arsizio, basilica di San Giovanni Battista | Presbiterio |
|          | Angeli incensatori                            | Marmo bianco di Carrara                                                                                        | 1756-1765                | Elia Vincenzo Buzzi  | Busto Arsizio, basilica di San Giovanni Battista | Altare |
|          | Stalli del coro                               | Legno di noce                                                                                                  | 1757-1764                |                      | Busto Arsizio, basilica di San Giovanni Battista | Coro |
|          | Prospetti degli organi                        | | 1765                     |                      | Busto Arsizio, basilica di San Giovanni Battista | Presbiterio |
|          | Carità                                        | Pietra | 1761-1769                | Ignoto               | Busto Arsizio, chiesa di San Michele Arcangelo, mortorio | Copertura, sopra gli archi |
|          | Fede                                          | Pietra | 1761-1769                | Ignoto               | Busto Arsizio, chiesa di San Michele Arcangelo, mortorio | Copertura, sopra gli archi |
|          | Altare                                        | Vari | 1770                     | Famiglia Buzzi       | Arsago Seprio, basilica di San Vittore | Presbiterio |
|          | Angeli oranti                                 | Marmo bianco di Carrara                                                                                        | 1770                     | Famiglia Buzzi       | Arsago Seprio, basilica di San Vittore | Altare |
|          | Immacolata                                    | Arenaria | 1773-1774                | Ignoto               | Busto Arsizio, chiesa di Madonna in Prato | Sopra il fregio della facciata |
|          | Due Angeli                                    | Arenaria | 1773-1774                | Ignoto               | Busto Arsizio, chiesa di Madonna in Prato | Sopra il fregio della facciata |
|          | Bussola centrale                              | Legno | 1775-1776                | Ignoto               | Busto Arsizio, basilica di San Giovanni Battista | Ingresso della navata centrale |
|          | Bussole laterali                              | Legno | 1775-1776                | Ignoto               | Busto Arsizio, basilica di San Giovanni Battista | Ingressi delle navate laterali |
|          | Altare                                        | Vari | 1780                     | Giuseppe Maria Buzzi | Busto Arsizio, basilica di San Giovanni Battista | Cappella di Sant'Ambrogio e beata Giuliana Puricelli |
|          | Raffigurazione della beata Giuliana Puricelli | Pietra | 1782                     | Buzzi                | Busto Arsizio, via Milano (adiacente alla basilica di San Giovanni Battista)                                                                                      | Busto Arsizio, via Milano (adiacente alla basilica di San Giovanni Battista)                                                                                      |
|          | Altare                                        | Vari | 1785                     |                      | Ricomposto nella chiesa di San Giuseppe in Buon Gesù, Olgiate Olona In origine nella vecchia chiesa di San Giuseppe (demolita nel 1938)                           | Ricomposto nella chiesa di San Giuseppe in Buon Gesù, Olgiate Olona In origine nella vecchia chiesa di San Giuseppe (demolita nel 1938)                           |
|          | Altare maggiore                               | Vari | Ignoto                   | Ignoto               | Lonate Ceppino, Chiesa parrocchiale dei Santi Pietro e Paolo apostoli In origine situato nella chiesa sussidiaria anticamente parrocchiale di San Pietro apostolo | Lonate Ceppino, Chiesa parrocchiale dei Santi Pietro e Paolo apostoli In origine situato nella chiesa sussidiaria anticamente parrocchiale di San Pietro apostolo |
|          | Bussola                                       | Vari | Ignoto                   | Ignoto               | Lonate Ceppino, Chiesa parrocchiale dei Santi Pietro e Paolo apostoli In origine situato nella chiesa sussidiaria anticamente parrocchiale di San Pietro apostolo | Lonate Ceppino, Chiesa parrocchiale dei Santi Pietro e Paolo apostoli In origine situato nella chiesa sussidiaria anticamente parrocchiale di San Pietro apostolo |
|          | Battistero                                    | Marmo (in origine vi era anche il ciborio ligneo, eliminato con le modifiche imposte dal Concilio Vaticano II) | Ignoto                   | Ignoto               | Lonate Ceppino, Chiesa parrocchiale dei Santi Pietro e Paolo apostoli In origine situato nella chiesa sussidiaria anticamente parrocchiale di San Pietro apostolo | Lonate Ceppino, Chiesa parrocchiale dei Santi Pietro e Paolo apostoli In origine situato nella chiesa sussidiaria anticamente parrocchiale di San Pietro apostolo |

## Oggetti liturgici
| Immagine | Descrizione                         | Periodo di realizzazione | Materiale                          | Luogo di conservazione                                             | Luogo di conservazione                                             |
| -------- | ----------------------------------- | ------------------------ | ---------------------------------- | ------------------------------------------------------------------ | ------------------------------------------------------------------ |
|          | Reliquiario della beata Giuliana    | 1760 circa               | Legno con lamina di argento dorato | Busto Arsizio, basilica di San Giovanni Battista                   | Sagrestia                                                          |
|          | Calice                              | 1766                     |                                    | Busto Arsizio, basilica di San Giovanni Battista                   | Busto Arsizio, basilica di San Giovanni Battista                   |
|          | Quattro reliquiari                  | ?                        | Legno con lamina di argento dorato | Busto Arsizio, basilica di San Giovanni Battista                   | Sagrestia                                                          |
|          | Ostensorio                          | ?                        | Argento dorato e pietre preziose   | Milano, Museo diocesano                                            | Milano, Museo diocesano                                            |
|          | Espositore per ostensorio (disegno) | ?                        | –                                  | Busto Arsizio, Civiche raccolte d'arte di palazzo Marliani-Cicogna | Busto Arsizio, Civiche raccolte d'arte di palazzo Marliani-Cicogna |

## Architetture
In tutti gli edifici progettati o ristrutturati da Biagio Bellotti, il pittore curò anche le decorazioni pittoriche.
| Immagine | Edificio                                                                     | Ubicazione                                                  | Periodo di intervento | Tipo di intervento                                                      |
| -------- | ---------------------------------------------------------------------------- | ----------------------------------------------------------- | --------------------- | ----------------------------------------------------------------------- |
|          | Chiesa di San Gregorio Magno in Camposanto                                   | Busto Arsizio, piazzetta San Gregorio                       | 1742-1745             | Ampliamento aggiunta del corpo meridionale                              |
|          | Battistero di San Filippo Neri                                               | Busto Arsizio, piazza San Giovanni                          | 1749-1751             | Nuova costruzione                                                       |
|          | Oratorio dell'Immacolata Concezione al Castellazzo                           | Fagnano Olona, via Cesare Battisti - via Cristoforo Colombo | 1751-1752             | Nuova costruzione                                                       |
|          | Mortorio di San Michele Arcangelo                                            | Busto Arsizio, piazzetta don Pio Chieppi                    | 1761-1769             | Nuova costruzione                                                       |
|          | Oratorio della Confraternita del Santissimo Sacramento                       | Solaro, via Abate Pellizzoni                                | Post 1762             | Nuova costruzione                                                       |
|          | Cappella della Madonna del Rosario della chiesa dei Santi Stefano e Lorenzo  | Olgiate Olona, piazza Santo Stefano                         | 1765                  | Nuova costruzione                                                       |
|          | Chiesa di Madonna in Prato                                                   | Busto Arsizio, via Quintino Sella / via Gaetano Donizetti   | 1773-1774             | Ristrutturazione e ampliamento                                          |
|          | Sagrestia della basilica di San Giovanni Battista                            | Busto Arsizio, via don Giovanni Minzoni                     | 1783-1786             | Nuova costruzione Alterata con i restauri del 1951                      |
|          | Chiesa di Santa Maria Solaro                                                 | Mozzate, via al Santuario                                   | ?                     | Ristrutturazione                                                        |
|          | Chiesa sussidiaria della Beata Vergine Maria Annunciata e Sant'Antonio abate | Lonate Ceppino, piazza Armando Diaz                         | 1761                  | Ristrutturazione, rifacimento campanile ed aggiunta portico sul sagrato |